# Punta di Clovis

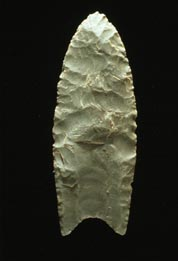
Una punta litica di Clovis creata usando la scheggiatura mediante percussione bifacciale (ossia, ciascuna faccia è scheggiata alternativamente su entrambi i bordi con un percussore)
Immagine per gentile concessione del Virginia Dept. of Historic Resources.

Le punte di Clovis sono le punte litiche con la caratteristica rastremazione associate alla cultura Clovis del Nuovo Mondo. Sono presenti in concentrazioni dense in gran parte del Nord America; in Sud America, sono in gran parte limitate al nord di quel continente. Le punte di Clovis risalgono al primo periodo paleoindiano, grosso modo fra 13.500 e 12.800 anni calendario fa. Le punte rastremate di Clovis prendono il nome dalla città di Clovis (Nuovo Messico), dove furono trovati per la prima volta esempi nel 1929 da Ridgely Whiteman.
Una tipica punta di Clovis è una punta lanceolata da media a grande. I lati sono da paralleli a convessi, ed esibiscono un'accurata scheggiatura mediante pressione lungo il bordo della lama. L'area più ampia è vicino alla sezione mediana o verso la base. La base è distintamente concava con una caratteristica scanalatura o canale ricavato da una o, più comunemente, da entrambe le superfici della lama. I bordi inferiori della lama e della base sono smussati dalla levigatura per consentire l'innesto di un'impugnatura. Le punte di Clovis tendono anche ad essere più spesse delle punte di Folsom dello stadio successivo, tipicamente più sottili, con una lunghezza che va da 4 a 20 cm e una larghezza da 2,5 a 5 cm. Se le punte fossero lame di coltello o punte di lancia è una questione aperta.

## Descrizione

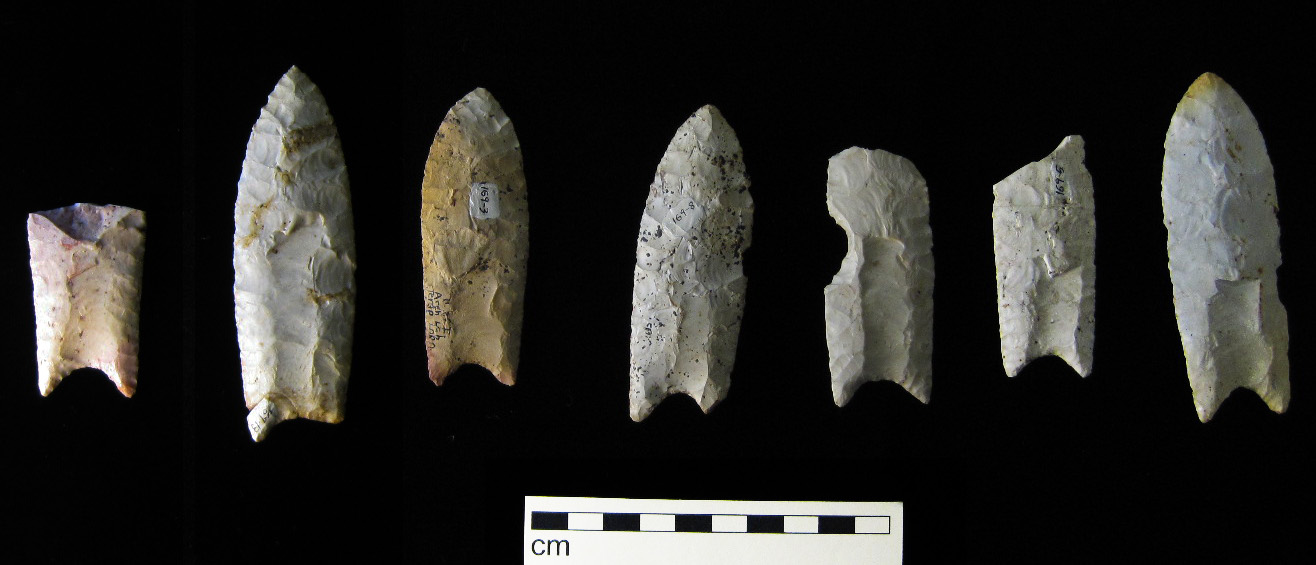
Punte di Clovis dal sito di Rummells-Maske Cache(Iowa)

Le punte di Clovis sono punte litiche sottili, rastremate create usando la scheggiatura mediante percussione bifacciale (ossia, ciascuna faccia è scheggiata alternativamente su entrambi i bordi con un percussore). Per finire la foggiatura e l'affilatura, le punte sono a volte scheggiate mediante pressione lungo i bordi esterni.
Le punte di Clovis sono caratterizzate da solchi longitudinali poco profondi concavi, chiamati "scanalature", su entrambe le facce, a un terzo o più in alto dalla base all'estremità della punta. I solchi possono aver permesso alle punte di essere fissate (innestate) a lance di legno, aste o puntali di dardi (di legno, osso, ecc.) che sarebbero state incassate sull'estremità a punta di una lancia o di un dardo. Le punte di Clovis potrebbero anche essere state innestate come coltelli i cui manici servivano anche da puntali rimovibili di una lancia o di un dardo. (Questa ipotesi si basa in parte sull'analogia con gli arpioni aborigeni che avevano puntali legati con una cordicella). Ci sono numerosi esempi di punta post-era Clovis che erano innestate su puntali, ma non c'è nessuna prova diretta che i Clovis usassero questo tipo di tecnologia.
È noto che gli esemplari erano fatti di selce, chert, diaspro, calcedonio e altre pietre a frattura concoide. Sono stati recuperati archeologicamente ganci per propulsori di avorio o di osso dell'età Clovis. Utensili noti di osso e avorio associati ai depositi archeologici di Clovis non sono considerati effettivi puntali per armi litiche. L'idea dei puntali di Clovis è ripetuta comunemente nella letteratura tecnica malgrado la pochezza delle prove archeologiche. La lancia o il dardo formato da pezzi molteplici pezzi assemblati potrebbe essere stato lanciato a mano o con l'aiuto di un propulsore (scaglialance).

## Età e affiliazioni culturali
Se la tecnologia di fabbricazione degli utensili di Clovis fosse nativa delle Americhe o se si fosse originata attraverso influenze provenienti da altrove è un tema controverso tra gli archeologi. Non sono stati trovati antecedenti litici delle punte di Clovis in Asia nordorientale, da dove si crede, da parte della maggioranza degli archeologi, che si siano originati i primi abitanti umani delle Americhe. Sono state notate forti somiglianze con le punte prodotte dalla cultura solutreana nella Penisola iberica dell'Europa, portando alla controversa ipotesi solutreana, che la tecnologia sia stata introdotta da cacciatori che attraversarono la piattaforma glaciale atlantica, il che significa che alcuni dei primi esseri umani americani erano europei.
Intorno a 10.000 anni del radiocarbonio prima del presente, un nuovo tipo di punta litica rastremata chiamata punta di Folsom apparve nei depositi archeologici e le punte in stile Clovis scomparvero dagli Stati Uniti continentali. La maggior parte delle punte di Folsom sono più corte di lunghezza delle punte di Clovis ed esibiscono diversi modelli di rastremazione e di scheggiatura mediante pressione. Questo è particolarmente facile da vedere quando si paragonano le preforme incomplete di Clovis e le punte di Folsom.
Oltre alla sua funzione come utensile, la tecnologia di Clovis può essere stata senz'altro il simbolo litico di una cultura altamente mobile che sfruttò un'ampia gamma di risorse faunistiche durante il Tardo Pleistocene e il Recente. Quando la tecnologia di Clovis si espanse, il suo stesso uso può aver influenzato la disponibilità di risorse, essendo un possibile contributore all'estinzione della megafauna.
Ci sono opinioni diverse sull'emersione delle punte di Clovis. Una è che i pre-Clovis del Nuovo Mondo abbiano sviluppato la tradizione Clovis indipendentemente. Un'altra opinione è che i popoli del Paleolitico Superiore, dopo essere migrati in Nord America dall'Asia nordorientale, siano ritornati alla tecnologia litica con la scheggiatura nello stile di Clovis ereditato che era stato in uso anteriormente alla loro entrata nelle Americhe.

## Distribuzione
Le punte di Clovis furono scoperte per la prima volta vicino alla città di Clovis (Nuovo Messico), e da allora sono state trovate in gran parte del Nord America e a sud fino al Venezuela. Significativi ritrovamenti di Clovis includono il sito di Anzick in Montana; il sito tipo di Blackwater Draw in Nuovo Messico; il sito di Colby in Wyoming; il sito di Gault in Texas; il sito si Simon in Idaho; il sito Clovis di East Wenatchee in Washington; e il deposito segreto di Fenn, che venne alla luce in mani private nel 1989 e il cui luogo di scoperta è ignoto. Punte di Clovis sono state trovate a nordovest di Dallas (Texas).
Nel maggio 2008, un importante deposito segreto di Clovis, ora chiamato il Deposito segreto di Mahaffey, fu trovato a Boulder (Colorado), con 83 utensili di pietra di Clovis. Fu scoperto che gli utensili avevano tracce di proteine di cavallo e di cammelloide. Furono datati fra il 13.000 e il 13.500 YBP, una data confermata dagli strati di sedimento nei quali gli utensili furono trovati e dai tipi di residui di proteine trovati sui manufatti.
Una punta di ossidiana scanalata proveniente da un sito vicino a Rancho San Joaquin (Bassa California sud), fu trovato in una collezione privata nel 1993. La punta fu raccolta in superficie parecchi anni prima da un terrazzo alluvionale, approssimativamente 14 km a sud di San Ignacio.